# Murphy Jensen
Murphy Jensen (* 30. Oktober 1968 in Ludington, Michigan) ist ein ehemaliger US-amerikanischer Tennisspieler.

## Leben
Jensen besuchte wie sein Bruder Luke die University of Southern California und wurde 1991 Tennisprofi. Im selben Jahr gewann er seine ersten beiden Challenger-Titel im Doppel, das Turnier in Hongkong gewann er an der Seite seines Bruders Luke. 1993 gewannen die Brüder völlig überraschend die French Open durch einen Finalsieg über Marc-Kevin Goellner und David Prinosil. Sein Bruder war schon seit 1988 mit wechselnden Partnern auf der ATP World Tour erfolgreich gewesen, ab 1993 spielten sie gemeinsam und erreichten drei weitere Turniersiege. Sie standen zudem sieben Mal zusammen in einem Finale. Murphy Jensens höchste Notierung in der Tennisweltrangliste erreichte er 1993 mit Position 568 im Einzel sowie 1993 mit Position 17 im Doppel.
Sein bestes Einzelresultat bei einem Grand-Slam-Turnier war der Sieg im Doppel bei den French Open 1993. Er gewann an der Seite seines Bruders Murphy gegen das deutsche Doppel aus Marc-Kevin Goellner und David Prinosil.
Jensen hat einen Sohn mit der Schauspielerin Robin Givens, mit der er Ende der 1990er Jahre eine Beziehung hatte. Er arbeitet als Trainer der Washington Kastles in der US-amerikanischen Liga World Team Tennis. Daneben war er 2004 Moderator der Talkshow Open Access auf dem Tennis Channel, in der er unter anderem Richard Branson und Donald Trump zu Gast hatte. 2006 interviewte er in Murphy’s Guide verschiedene Tennisprofis. Außerdem trat er in der Filmkomödie Wimbledon – Spiel, Satz und … Liebe an der Seite von Kirsten Dunst und Paul Bettany als Ivan Dragomir auf.

## Erfolge
| Legende (Anzahl der Titel)        |
| Grand Slam (1)                    |
| Tennis Masters Cup                |
| ATP Masters Series                |
| ATP International Series Gold (1) |
| ATP International Series (2)      |
| ATP Challenger Series (3)         |

| Titel nach Belag |
| Hartplatz (2)    |
| Sand (1)         |
| Rasen (1)        |
| Teppich (0)      |

### Doppel

#### Turniersiege

##### ATP Tour
| Nr. | Datum           | Turnier     | Belag     | Partner     | Finalgegner                        | Ergebnis      |
| --- | --------------- | ----------- | --------- | ----------- | ---------------------------------- | ------------- |
| 1.  | 7. Juni 1993    | French Open | Sand      | Luke Jensen | Marc-Kevin Goellner David Prinosil | 6:4, 6:7, 6:4 |
| 2.  | 26. Juni 1995   | Nottingham  | Rasen     | Luke Jensen | Patrick Galbraith Danie Visser     | 6:3, 5:7, 6:4 |
| 3.  | 26. August 1996 | Long Island | Hartplatz | Luke Jensen | Hendrik Dreekmann Alexander Wolkow | 6:3, 7:6      |
| 4.  | 21. Juli 1997   | Washington  | Hartplatz | Luke Jensen | Neville Godwin Fernon Wibier       | 6:4, 6:4      |

##### Challenger Tour
| Nr. | Datum            | Turnier    | Belag     | Partner           | Finalgegner                  | Ergebnis      |
| --- | ---------------- | ---------- | --------- | ----------------- | ---------------------------- | ------------- |
| 1.  | 29. Juli 1991    | Salou      | Sand      | Francisco Montana | Wayne Arthurs Carl Limberger | 5:7, 6:2, 7:5 |
| 2.  | 9. Dezember 1991 | Hongkong   | Hartplatz | Luke Jensen       | Mike Briggs Trevor Kronemann | kampflos      |
| 3.  | 14. April 1997   | Birmingham | Sand      | Luke Jensen       | Fredrik Bergh Rikard Bergh   | 6:2, 7:6      |

#### Finalteilnahmen
| Nr. | Datum              | Turnier       | Belag     | Partner     | Finalgegner                     | Ergebnis      |
| --- | ------------------ | ------------- | --------- | ----------- | ------------------------------- | ------------- |
| 1.  | 18. Januar 1993    | Sydney        | Hartplatz | Luke Jensen | Sandon Stolle Jason Stoltenberg | 3:6, 4:6      |
| 2.  | 24. Mai 1993       | Bologna       | Sand      | Luke Jensen | Danie Visser Laurie Warder      | 6:4, 4:6, 4:6 |
| 3.  | 18. Oktober 1993   | Tokio         | Teppich   | Luke Jensen | Grant Connell Patrick Galbraith | 3:6, 4:6      |
| 4.  | 28. Februar 1994   | Mexiko-Stadt  | Sand      | Luke Jensen | Francisco Montana Bryan Shelton | 3:6, 4:6      |
| 5.  | 19. September 1994 | Bogotá        | Sand      | Luke Jensen | Mark Knowles Daniel Nestor      | 4:6, 6:7      |
| 6.  | 12. Mai 1997       | Coral Springs | Sand      | Luke Jensen | Dave Randall Greg Van Emburgh   | 7:6, 2:6, 6:7 |
| 7.  | 26. Mai 1997       | St. Pölten    | Sand      | Luke Jensen | Kelly Jones Scott Melville      | 2:6, 6:7      |